# Douglas (métro de Los Angeles)
Pour les articles homonymes, voir Douglas.
Douglas est une station du métro de Los Angeles desservie par les rames de la ligne K et située dans la ville d'El Segundo en Californie.

## Localisation
Station aérienne du métro de Los Angeles, Douglas est située sur la ligne K à l'intersection de Douglas Street et Park Place, légèrement au nord de Rosecrans Avenue à El Segundo, banlieue située au sud-ouest de Los Angeles.

## Histoire
La station est mise en service le 12 août 1995, lors de l'ouverture de la ligne C. Le 3 novembre 2024, la section où elle se trouve est basculée sur la ligne K.

## Service

### Accueil

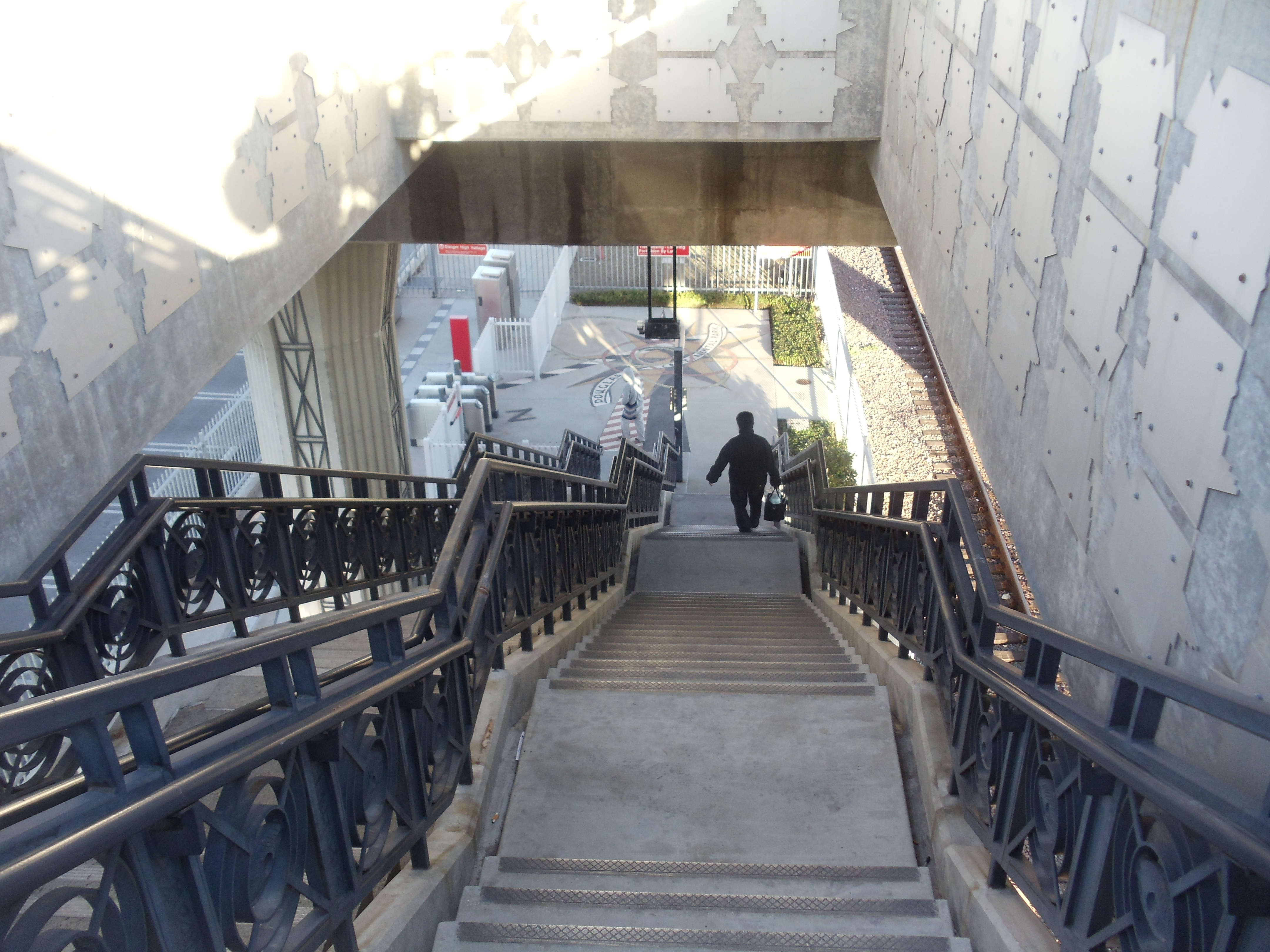
Accès au quai.
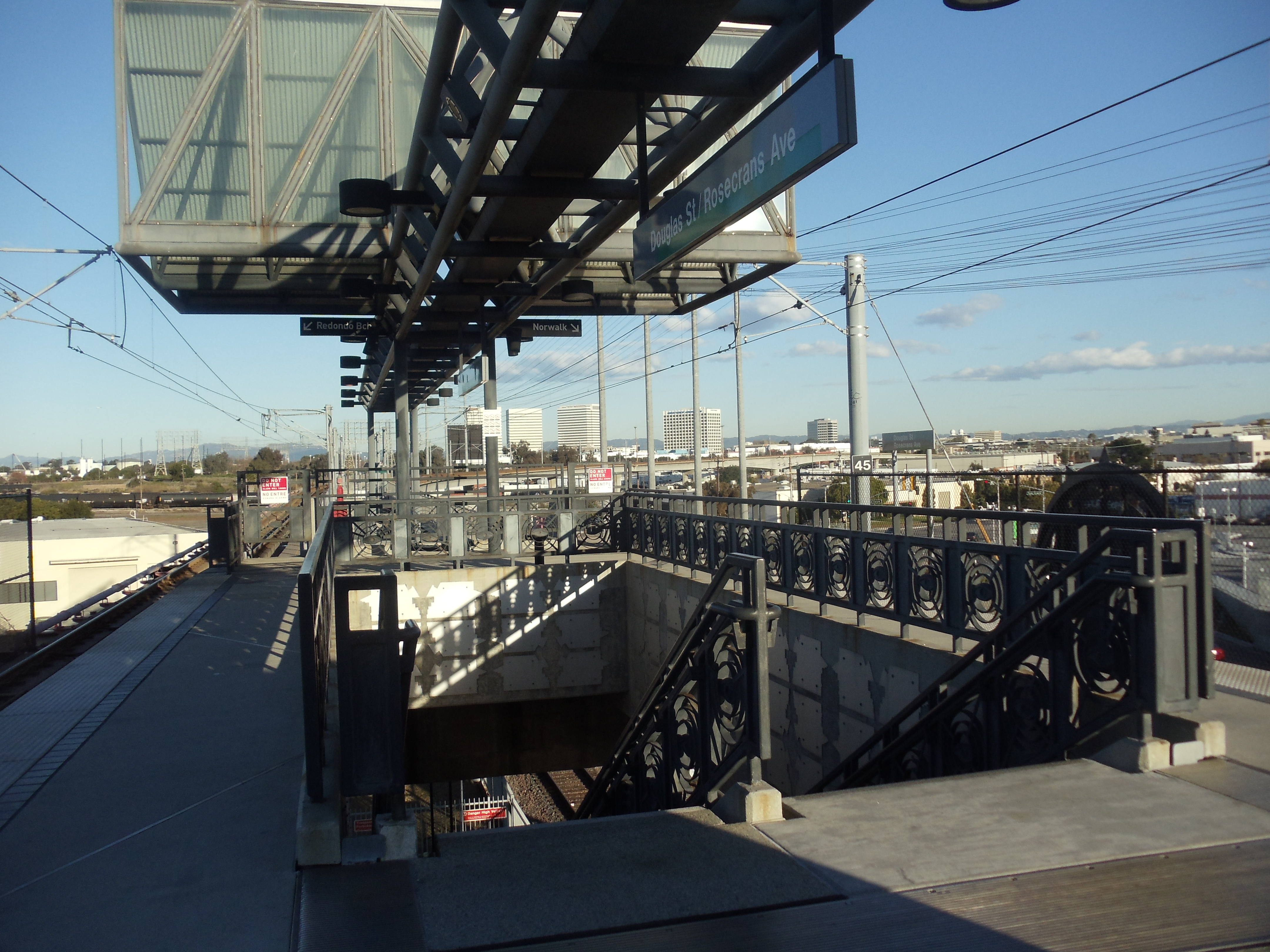
Vue du quai.
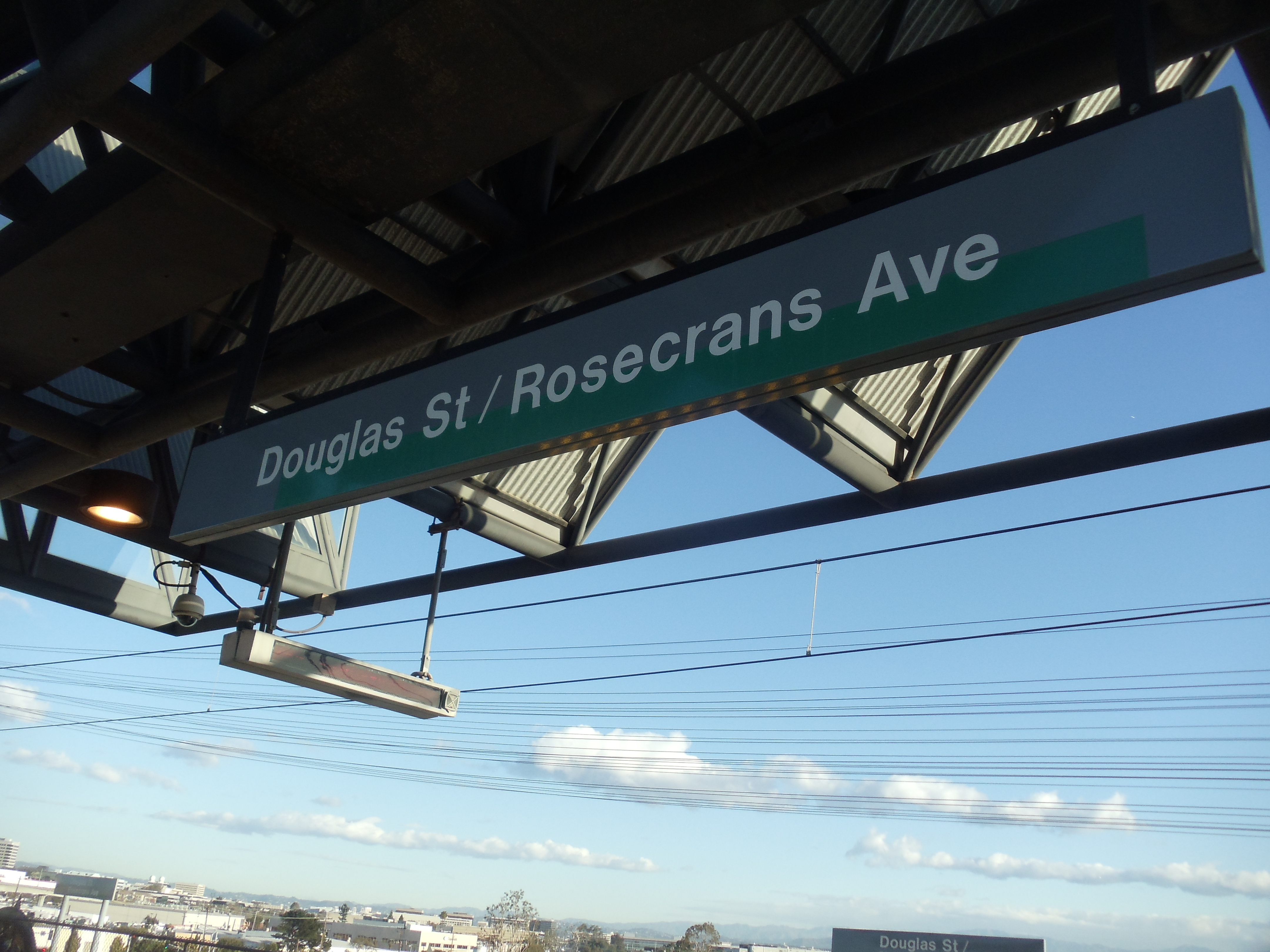
Signalétique.

### Desserte
Douglas est desservie par les rames de la ligne K du métro.

### Intermodalité
Un parc de stationnement et un range-vélos sont à disposition des usagers.
La station est également desservie par la ligne d'autobus 125 de Metro et la ligne 109 de Beach Cities Transit (en).

## Architecture et œuvres d'art
La station expose une œuvre de l'artiste Renée Petropoulos.